# La Dame en bleu (film)
 (janvier 2021).
 (janvier 2021).
Pour les articles homonymes, voir La Dame en bleu.
Pour plus de détails, voir Fiche technique et Distribution.
La Dame en bleu (The Laughing Lady) est un film dramatique musical britannique réalisé par Paul Ludwig Stein en 1946 et sorti à Paris le 21 janvier 1947.

## Synopsis
Pendant la Révolution française, André jeune aristocrate sauve la vie de sa mère, la duchesse de Laurenes, en  ramenant  les « perles de chagrin » d'Angleterre en France.  

## Fiche technique
- Titre original : The Laughing Lady
- Titre français : La Dame en bleu
- Réalisation : Paul L. Stein
- Scénario : Jack Whittingham d'après une pièce d'Ingram d'Abbes
- Image : Edward Scaif
- Montage : Douglas Myers
- Musique : Hans May
- Société de production : British national films
- Producteur : Louis H. Jackson
- Pays d'origine : Royaume-Uni
- Format : couleur (technicolor),
- Durée : 100 minutes
- Genre : Film musical
- Date de sortie : Royaume-Uni 21 février 1946

## Distribution
- Anne Ziegler
- Webster Booth
- Peter Graves[2]
- Felix Aylmer
- Francis L. Sullivan